# Matilda Källström
Matilda Källström (* 1995 in Höör, Schweden) ist eine schwedische Schauspielerin.

## Leben und Karriere
Källström wurde im Jahr 1995 geboren. Von 2021 bis 2022 spielte sie in der Fernsehserie Threesome mit. Anschließend spielte sie 2022 in dem Film Aus der Spur mit. Im selben Jahr trat sie in Liebe und Anarchie auf. Außerdem war Källström in der Serie Likea zu sehen. Unter anderem bekam sie 2024 in dem Film Love fårever eine Hauptrolle.

## Filmografie
Filme
- 2022: Aus der Spur (Ur spår)
- 2024: Love fårever

Serien
- 2021–2022: Threesome
- 2022: Liebe und Anarchie (Kärlek & anarki)
- 2022: Likea